# Otonoma anemois
Otonoma anemois är en fjärilsart som beskrevs av Edward Meyrick 1897. Otonoma anemois ingår i släktet Otonoma och familjen fransmalar. Inga underarter finns listade i Catalogue of Life.